# Parque Vitória Régia (Bauru)
O Parque Vitória Régia é um dos principais parques de Bauru, no estado de São Paulo, considerado cartão postal do município. O parque está localizado na Avenida Nações Unidas, próximo ao campus da Universidade de São Paulo, na região central de Bauru. A água que circunda o parque é proveniente do Ribeirão das Flores, afluente do Rio Bauru, cujo leito percorre toda a Avenida Nações Unidas. 
Destaca-se no parque a concha acústica com arquibancada, na qual ocorrem eventos públicos culturais variados. O parque também é utilizado para práticas esportivas e para lazer da população local. A prefeitura inaugurou no final de 2019 um espaço de recreação infantil inclusivo em uma das extremidades do parque. 
O parque foi projetado em 1976 pelo arquiteto Jurandyr Bueno Filho, que se inspirou na ágora grega para criar a estrutura do Vitória Régia. 

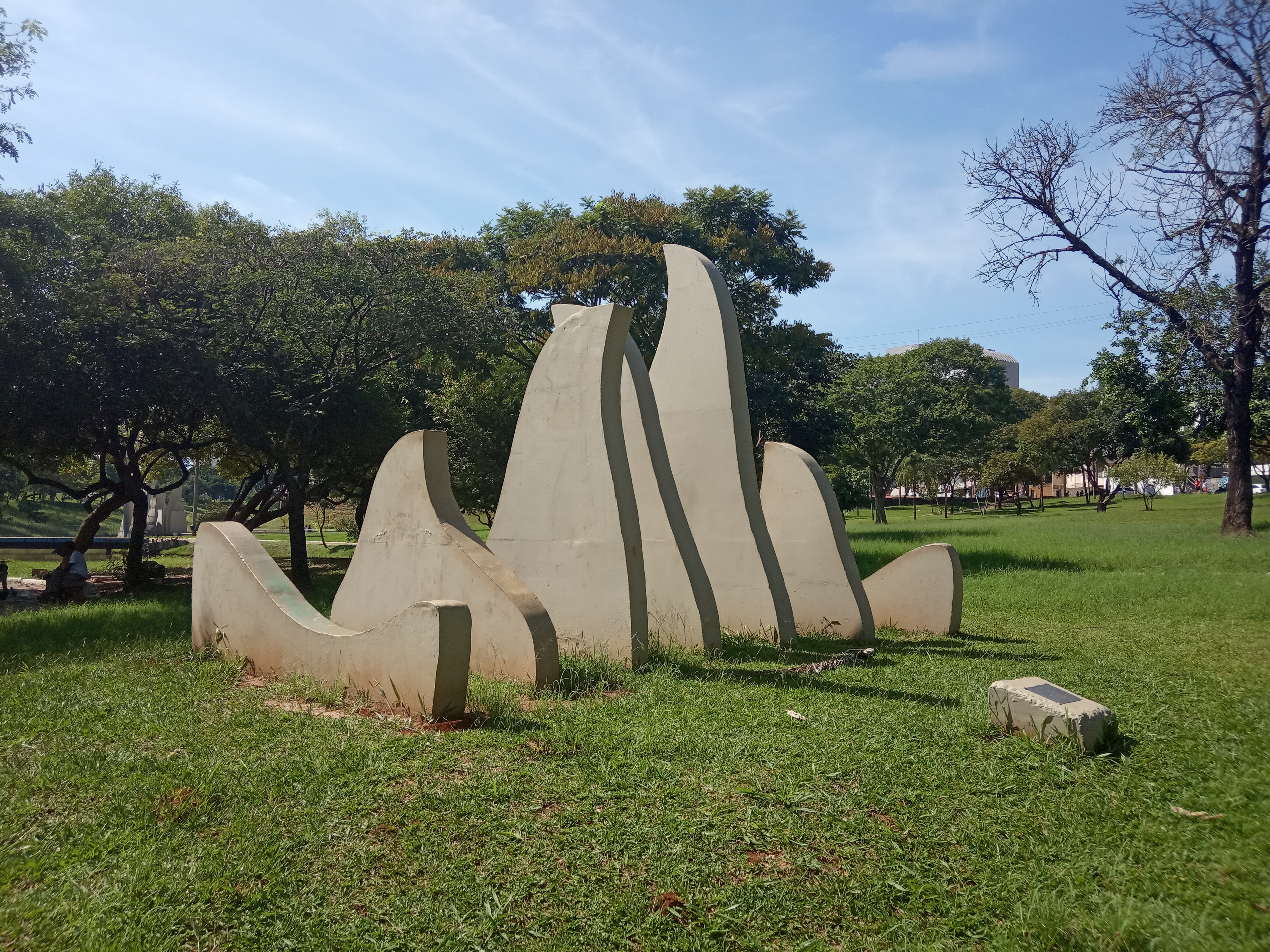
Monumento Piro Agogo

Embora seja reconhecida por seu design moderno e palco flutuante, a infraestrutura da concha acústica não é considerada favorável para a realização de eventos culturais por conta de sua exposição a intempéries climáticas e pela dificuldade de acesso de equipamento sonoro.
Nele, também está localizado o monumento tridimensional Piro Agogo, inaugurado em 2016 como homenagem à passagem da tocha olímpica pela cidade. É uma das 22 manifestações artísticas permanentes apoiadas pelo Prêmio Arte Monumento Brasil 2016 do Ministério da Cultura e Funarte. A denominação da obra também tem inspiração grega, significando "o fogo que conduz". 